# Аян Хирси Али
Аян Хирси Али (на нидерландски: Ayaan Hirsi Ali, на сомалийски: Ayaan Xirsi Cali), родена като Аян Хирси Маган, е нидерландска политичка, феминистка и кинодеятелка от сомалийски произход.
Член е на Втората камара на нидерландския парламент – Генералните щати на Нидерландия, от Народната партия за свобода и демокрация (VVD) от 30 януари 2003 до 16 май 2006 г. Спор около нейното нидерландско гражданство непряко води до падането на втория кабинет на Балкененде. Понастоящем е постоянен член на Американския предприемачески институт – десноцентристки научноизследователски център. Включена е от сп. „Тайм“ в списъка на 100-те най-влиятелни личности в света през 2005 г.
Тя е известна и често полемична авторка, критичка на исляма. Говори английски, сомалийски, арабски, амхарски и суахили.

## Биография
Родена е в Могадишу, Сомалия (в подрода Маджертин на рода Дарод) на 13 ноември 1969 г. Първото ѝ име Аян означава „късмет“ или „късметлия“ на сомалийски.
Дъщеря е на сомалийския вожд Хирси Маган Иссе, изтъкнат член на Сомалийския демократичен фронт за спасение и водеща фигура в Сомалийската революция. Въпреки че баща ѝ, който е учил в чужбина, е против сомалийската традиция на генитална мутилация, бабата ѝ в отсъствие на баща ѝ я подлага на тази процедура, когато е на 5-годишна.
Когато Али е на 6 години, семейството ѝ напуска страната и се мести в Саудитска Арабия, след това в Етиопия и после в Кения, където получават политическо убежище. Там Хирси Али посещава Английското девическото училище за мюсюлманки в Найроби, спонсорирана от Комисията по човешките права на ООН (UNCHR). След нашествието на светски Ирак в Ислямската република Иран тя симпатизира на Иран и на ислямисткото мюсюлманско братство и носи хиджаб заедно с ученическата си униформа. След средното училище тя посещава курс за секретарки в секретарския колеж „Вали“ в Найроби (близо до центъра „Яйя“) в продължение на година.

### Дополитическа кариера
Хирси Али пристига в Нидерландия през 1992 г. Има неяснота относно събитията, довели до пристигането ѝ, защото по-късно тя признава, че е дала невярна информация в молбата си за убежище.
Хирси Али твърди, че през 1992 г. баща ѝ урежда брак с далечен братовчед, живеещ в Канада. Семейството ѝ обаче отрича това. Други също поставят разказа за нейния принудителен брак под съмнение. Безспорно е, че през 1992 г. тя напуска Кения, за да посети свои роднини в Дюселдорф и Берлин, Германия. След кратък престой в Германия, тя решава да отиде в Нидерландия, а не в Канада.
Когато вече е в Нидерландия, иска политическо убежище и получава разрешително за пребиваване три седмици след пристигането си. По закон, тъй като първо е била в Германия, тя би трябвало да поиска убежище там. Освен това тя е живяла и е получила статут на бежанец в Кения, страна, смятана за безопасна. Тя обаче дава на нидерландските имиграционни власти фалшива рождена дата и фалшиво име – Хирси Али, вместо Хирси Маган, под което впоследствие става известна. По съвет на леля си казва на имиграционните власти, че е дошла направо от Сомалия, а не от Кения, където е живяла 11 години. В Сомалия по това време цари глад и гражданска война, която довежда до американската операция „Възстановена надежда“. Поради тези обстоятелства, търсещите убежище от Сомалия рутинно го получават на хуманитарна основа.
След като получава убежище, Хирси Али сменя няколко краткотрайни работи, от чистене до сортиране на пратки в пощата. Посещава курсове по нидерландски и едногодишен курс по социална работа. След тези първоначални курсове следва политология в Лайденския университет до 2000 г. Между 1995 и 2001 г. работи като преводач на свободна практика, като превежда на сомалийски жени в центровете за бежанци, приютите за малтретирани жени (опит, който повлиява силно възгледите ѝ) и Службата за имиграция и натурализация.

### Политическа кариера
След като получава магистърска степен по политически науки, Али става аспирант във фондацията „Виарди Бекман“ (научен институт, свързан със социалдемократическата Партия на труда, чийто управител е професорът от Лайденския университет Руд Коле).
Вдъхновена от Атеистичния манифест (Atheistisch Manifest) на лайденския философ Херман Филипсе, тя се отказва от исляма и става атеистка. През този период тя започва да формулира критиката си на ислямската култура, която излага в книгата си „Фабриката за синчета“. След издаването на тази книга, тя започва да получава заплахи за убийство.
След някои несъгласия с Партията на труда (PvdA) през ноември 2002 г., тя търси съвет при Сиска Дреселхойс – редакторка на феминисткото списание „Опзий“ („Настрани“). Дреселхойс представя Хирси Али на Герит Залм, парламентарен водач на Народната партия за свобода и демокрация, и на Нели Смит-Крус, член на същата партия. Хирси Али се съгласява да премине към НПСД и се кандидатира в парламентарните избори. Тя пребивава зад граница и получава заплата като асистент на парламентарната група на НПСД от ноември 2002 г. до януари 2003 г. От януари 2003 г. до юни 2006 г. е депутат от тази партия. Принудена е да подаде оставката си като депутат, когато министър Рита Вердонк (също от НПСД) обявява, че нидерландското ѝ гражданство трябва да се смята за нищожно, след като Хирси Али признава в телевизионно интервю, че то е получено, като е използвала фалшиво име и дата на раждане.
Заради изказванията ѝ за ислямския пророк Мохамед в едно интервю за вестник „Трау“, срещу Хирси Али е подадено оплакване за дискриминация на 24 април 2003 г. Прокуратурата решава да не я преследва, защото нейната критика „не излага никакви заключения относно мюсюлманите и тяхната стойност като група не се отрича.“
Хирси Али пише сценария за „Submission“,, кратък филм, режисиран от Тео ван Гог, който критикува отношението към жените в ислямското общество. Една жена е провокативно облечена в полупрозрачна бурка, под която върху нейната кожа са прожектирани текстове от Корана. Текстовете се отнасят към подчинената роля на жените в ислямското общество. Други жени във филма показват белези от физическо насилие. Хирси Али е и диктор във филма. Пускането на филма на екрана предизвиква много спорове, както и реакция с насилие, когато крайният ислямист Мохамед Бойери, член на Хофстадгруп, застрелва и намушква с нож Ван Гог на една амстердамска улица на 2 ноември 2004 г. Писмо, забодено на тялото на Ван Гог с нож, съдържа смъртна заплаха към Хирси Али. Нидерландските тайни служби повишават нивото на сигурност за Хирси Али след инцидента.
По-рано същата година групата „Хагска връзка“ продуцира и разпространява рап-песента „Hirsi Ali Dis“ по Интернет. Текстът ѝ съдържа заплахи срещу живота на Хирси Али. Рапърите са обвинени по чл. 121 от нидерландския наказателен кодекс, защото възпрепятстват изпълнението на задачите на Хирси Али като политик. През 2005 г. рапърите са осъдени на общественополезен труд и условно лишаване от свобода.
След инцидента Хирси Али се укрива в Нидерландия и дори прекарва известно време в Ню Йорк – ситуация, която продължава до 18 януари 2005 г., когато тя се връща в парламента. На 18 февруари 2005 г. тя разкрива местоположението си и това на колегата си Герт Вилдерс, който също се е укрива. Тя поисква нормална безопасна къща и я получава седмица по-късно.
На 16 ноември 2005 г. Хирси Али обявява, че е сериозно заплашена от имама Сахемик Фаа. Имамът, който работи в една джамия в Хага, обявява в Интернет, че Хирси Али трябва да бъде „отвята от вятъра на променящите се времена“, и че би могла да очаква „проклятието на Аллах.“
На церемония в Хага на 23 януари Хирси Али приема наградата на „Рийдърс Дайджест“ от еврокомисаря по конкуренцията Нели Крус. В речта си приканва към действия за предотвратяване на разработването на ядрени оръжия от Иран и за да каже, че трябва да се вярва на думите на Махмуд Ахмадинеджад, че иска да организира конференция за изследване на обективните доказателства за холокоста. „Преди да дойда в Европа, никога на бях чувала за холокоста. Това е така с милиони хора в Близкия изток. Такава една конференция трябва да може да убеди много хора да се откажат от отричането на геноцида на евреите. Според нея „така наречените западни ценности“ – свобода и справедливост – са универсални и Европа е постигнала много повече от повечето страни на света в осигуряването на справедливост, защото е гарантирала свободата на мисълта и словото, които са необходими за критически самоанализ. Общностите биха могли да се реформират сами, „ако е възможно щателно разглеждане на всяка бивша и настояща доктрина.“
През март 2006 г. подписва Манифест: Съвместно посрещане на новия тоталитаризъм заедно с единадесет други личности (между които Салман Рушди), публикуван в отговор на агресивните протести в ислямския свят около въпроса за карикатурите на Мохамед от „Юландс Постен“.
На 27 април нидерландски съдия постановява, че Хирси Али трябва да напусне дома си в Нидерландия – силно защитен таен адрес. Съседите ѝ се оплакват, че живеенето в съседство с нея е неприемлив риск за тях, въпреки че полицията свидетелства в съда, че това е едно от най-сигурните места в страната заради многобройния личен състав, изпратен там.
Към 2006 г. Хирси Али работи върху продължение на „Submission“, чиято тема вероятно ще бъде отношението към хомосексуалните в исляма.

### Дебат около гражданството
На 15 май 2006 г. чиновници от нидерландското правителство хвърлят съмнение върху статута на Хирси Али като нидерландска гражданка, защото е предоставила невярна информация в молбата си за статут на бежанка в Нидерландия. По-късно тя използва същата невярна информация, когато кандидатства за нидерландско гражданство, и го получава. Нидерландската министърка на имиграцията и интеграцията Рита Вердонк предприема мярка за анулиране на нейното гражданство, която по-късно е отменена по настояване на парламента.
През май 2006 г. нидерландската телевизионна програма „Зембла“ съобщава, че Хирси Али е дала невярна информация за истинското си име, възрастта си и страната, от която е дошла, когато първоначално е помолила за убежище в Нидерландия. Програмата предоставя и свидетелства, че тя е излъгала, че главната причина за молбата ѝ за убежище е принудителен брак.
Хирси Али признава. Няколко източника – обществено достояние, между които нейната първа книга „Фабрика за синове“ и интервюта в политическото списание „HP/De Tijd.“ и във „VARA gids“, всичките от 2002 г. съдържат истинските ѝ данни. Освен това Хирси Али твърди, че е направила пълни разяснения по въпроса пред служители от НПСД, когато първоначално е била поканена да се кандидатира за парламента през същата година.
Средствата за масова информация спекулират, че Хирси Али би могла да изгуби нидероландското си гражданство поради тази „измама със самоличността“, което би коствало и мястото ѝ в парламента. В първата си реакция министър Рита Вердонк казва, че няма да се занимава с въпроса, но след като депутатът Хилбранд Навейн официално я запитва за позицията ѝ, тя обявява, че ще разследва процеса на натурализация на Хирси Али. Това разследване продължава 3 дни. Установено е, че Хирси Али всъщност никога не е получавала нидерландско гражданство, тъй като е излъгала за името и датата на раждането си. Хирси Али е заявила, че е Аян Хирси Али, родена през 1967 г., а всъщност е била Аян Хорси Маган, родена през 1969 г. Поради това позицията на нидерландското правителство е, че нидерландското гражданство на Хирси Али е недействително и обявено за нищожно.
На 15 май 2006 г., след излъчването на предаването „Зембла“, се появяват нови истории, гласящи, че Хирси Али най-вероятно ще се премести в САЩ през септември 2006 г. Тя очаква да работи там върху книгата си „Shortcut to Enlightenment“ и за десноцентриския „Американски предприемачески институт.“
На 16 май Хирси Али напуска парламента, след като признава, че е излъгала в молбата си за убежище. В същия ден тя дава пресконференция, в която отново се оправдава, че фактите са били обществено достояние от 2002 г. Отново заявява, че е посочила истинска причина, а именно заплахата от принудителен брак, независимо от противоположните твърдения в програмата „Зембла“ на някои от нейните роднини. Незабавната ѝ оставка била мотивирана не от продължаващите заплахи, правещи работата ѝ като парламентарист „трудна“, но „не невъзможна“, а новините, че министърката би я лишила от нидерландско гражданство.
След дълъг и емоционален дебат в нидерландския парламент всички основни сили подкрепят предложението, изискващо от министърката да проучи възможностите за специални обстоятелства в случая на Хирси Али. Въпреки че Вердонк остава убедена, че юриспруденцията не ѝ дава никакво поле за вземане предвид на такива обстоятелства, тя решава да приеме предложението. По време на дебата тя изненадва депутатите, твърдейки, че Хирси Али все още има нидерландско гражданство в периода на разследването. Явно решението, което тя съобщава на обществеността, всъщност не е решение, а просто съобщаване на тогавашната позиция на нидерландското правителство. Хирси Али все още разполага с шест седмици, за да реагира на това, преди да бъде взето окончателно решение за гражданството ѝ. Вердонк е силно критикувана за това, че не е действала по-предпазливо в случай, който има толкова много политически последици.
Освен нидерландски паспорт, Хирси Али все още има нидерландско разрешение за пребиваване като политическа бежанка. Според министърката то не може да ѝ бъде отнето, тъй като е получено преди повече от 12 години, през 1992 г.
В отговор на обявеното решение бившият водач на НПСД Ханс Вигел заявява, че нейното напускане „не би било загуба за НПСД и не би било загуба за Втората камара.“ Вигел твърди, че Хирси Али е храбра жена, но че мненията ѝ са поляризиращи. Бившият парламентарен водач на НПСД Йозиас ван Артсен е по-положително настроен към Хирси Али, казвайки, че е „болезнено за нидерландското общество и политика това, че тя напуска Втората камара.“ Друг депутат от НПСД, Биби де Врис, твърди, че ако нещо се случи на Хирси Али, някои хора от нейната партия биха били с „кървави ръце.“ Хирси Али е наследена като парламентарист от Летиция Грифит.
Кристофър ДеМът (президент на Американския предприемачески институт) потвърждава с писмо, че последните събития в Нидерландия няма да се отразят на назначаването. На 16 май той заявява, че все още очаква да „я посрещне в AEI и в Америка.“
Заместник-държавният секретар на САЩ Робърт Зелик по-късно заявява, че „ние признаваме, че тя е много смела и впечатляваща жена, и тя е добре дошла в САЩ.“
На 23 май 2006 г. тя предоставя на „Ню Йорк Таймс“ някои писма, които според нея предлагат поглед върху молбата ѝ за убежище от 1992 г. С писмо сестра ѝ я предупреждава, че всичките ѝ роднини я търсят (след бягството ѝ в Нидерландия), а в друго писмо баща ѝ се отказва от нея.
На 27 юни 2006 г. нидерландското правителство обявява, че Хирси Али ще запази нидерландското си гражданство. В същия ден е разкрито писмо, в което Хирси Али изразява съжалението си за това. На Хирси Али в края на краищата е позволено да носи името „Хирси Али“, тъй като нидерландското правителство вярва, че сомалийският семеен закон позволява да се носи името на дядото. В случая дядо ѝ е използвал последното си име „Али“ до 30-те си години, след което го е променил на „Маган.“ Посочването на невярна дата на раждане според Вердонк не било толкова важно. По-късно същия ден тя заявява чрез адвоката си и в телевизионни интервюта, че е подписала писмото, написано от Министерството на правосъдието, под принуда.
Тя смята, че е принудена да подпише изявлението в замяна на паспорта, но че се е съгласила да направи това, преглъщайки гордостта си, и за да не усложнява процедурата по получаване на виза за САЩ (въпреки че до този ден тя все още носи нидерландския си паспорт, независимо от конфликта). Един близък личен приятел на Хирси Али, Леон де Винтер представя в блога си подробно проследяване на събитията, случили се на 17 юни и довели до подписването от Хирси Али на изявлението, потвърждаващи според него недоброволността на нейното действие.
В специална парламентарна сесия на 28 юни се повдигат въпроси относно предполагаемата принуда за изявлението на Хирси Али от министърката Вердонк, отказа да се разследва невярната дата на раждане като съпътствуващ проблем и дали сомалийският закон е по-силен от нидерландския закон.
Последвалият политически конфликт на 29 юни накрая довежда до падането на втория кабинет на Балкененде.

## Политически възгледи
Хирси Али е член на НПСД, нидерландска политическа партия, комбинираща консервативни възгледи за икономиката, външната политика, престъпността и имиграцията с либерална нагласа към наркотиците, аборта и хомосексуалните. Тя твърди, че е голям почитател на един от идеологическите водачи на партията, Фриц Болкестейн (бивш еврокомисар). Али е обект на съществена критика в резултат на отстъпничеството ѝ от Партията на труда и преминаването ѝ към НПСД. Тя твърди, че нейните лични възгледи са резултат на осъзнаването ѝ като атеистка.

### Ислям
Хирси Али е много критична към позицията на жените в патриархалните ислямски общества и наказанията, изисквани от ислямските учени за хомосексуалност и прелюбодеяние. Тя се смята за мюсюлманка до 28 май 2002 г., когато става атеистка. В интервю с швейцарското списание „Дас Магацин“ (Das Magazin) през септември 2006 г. тя признава, че е изгубила вярата си, докато седяла в един италиански ресторант през май 2002 г. и пиела чаша вино: „Попитах се: Защо трябва да горя в ада, само защото пия това? Но това, което ме подтикна дори повече, беше фактът, че убийците от 11 септември всички са вярвали в същия Бог, в който вярвах и аз.“ Въпреки това в телевизионната програма „Рондом Тин“ (Rondom Tien) от 12 септември 2002 г. тя все още нарича исляма „моята религия“. Впоследствие го описва като „назадничава религия“, несъвместима с демокрацията. В един сегмент от програмата за текущи събития НОВА (NOVA), тя предизвиква ученици от едно ислямско начално училище да изберат между Корана и нидерландската конституция.

### Мохамед
Критиката ѝ към ислямския пророк Мохамед се отнася предимно до неговия морал. През януари 2003 г. тя заявява пред нидерландския вестник „Трау“, че „Мохамед по нашите западни стандарти е извратен човек.“ Тя има предвид особено женитбата на Мохамед, който е на 52 години и Айша, която е на девет години според колекциите на хадиса. В „Трау“ Хирси Али е интервюирана за десетте божи заповеди. Във втория абзац, когато е запитана за Мохамед, тя отговаря: „По нашите западни стандарти Мохамед е извратен човек. Тиранин. Той е против свободата на изразяване. Ако не правиш, каквото казва, ще бъдеш наказан. Това ми напомня за мегаломаните на Близкия изток: Бин Ладен, Хомейни, Саддам. Странно ли ви се струва, че съществува Саддам Хюсеин? Мохамед е пример за него. Мохамед е пример за всички мюсюлмани. Странно ли ви се струва, че мюсюлманските мъже са агресивни?“
В интервю с датското списание Sappho тя обяснява паралелите, които вижда между личността на Ясер Арафат и тази на Мохамед.

### Обрязване
Хирси Али е противник на практиката на обрязване както на мъжете, така и ексизията на жените, но особено на по-крайната форма на осакатяване на женските гениталии. Един цитат от Хирси Али за женското генитално осакатяване гласи: „момичета, умиращи при раждане, защото са прекалено млади [...] Подемът на радикалния ислям е важна част от това. Мисля, че имам морално задължение да дискутирам източника. Мисля, че ако мислите, че обогатявате дебата, ако го поставяте под съмнение, не сте враг на исляма. Можем да търсим другаде, използвайки аргументи, за да открием отговор на тези въпроси, и не е нужно да премахваме религията. Но трябва да го направим, като намерим баланс.“

### Християнство
На 31 август 2006 г., говорейки за нидерландската преса по повод заминаването си за САЩ, Хирси Али казва: „...с хора с еднакви възгледи не може да се дискутира. С хора с еднакви възгледи може да се участва само в църковна служба, а, както е широко известно, аз не обичам църковните служби!“

### Свобода на словото
Хирси Али е защитничка на свободата на словото. В лекция в Берлин от 2006 г. тя защитава правото да се обижда в рамките на закона („Today I am here to defend the right to offend within the bounds of the law“). Коментирайки конфликта с карикатурите на Мохамед в Jyllands-Posten, тя осъжда журналистите от тези издания и телевизионни канали, които не са показали на читателите или зрителите си карикатурите, като „посредствени умове“, които се опитват да се скрият зад такива „благородно звучащи термини като отговорност и чувствителност“ Тя похвалва издателствата в цяла Европа за показването на карикатурите и за това, че не са се уплашили от това, което тя нарича нетолерантност на много мюсюлмани по света.
| „ | Не искам да обидя религиозните чувства, но няма да се подчиня на тирания. Искането хората, които не приемат учението на Мохамед, да се въздържат от рисуването му, не е искане за уважение, а искане за подчинение. | “ |

### Други партии
Хирси Али подкрепя предложението на нидерландския парламент да се отмени субсидията за консервативната протестантска християнска политическа партия Политическата реформирана партия (SGP), която не дава пълни права за членство на жените и все още не дава пасивни избирателни права на жените-членове. Тя заявява, че „всяка политическа партия, дискриминираща жените и хомосексуалните, трябва да бъде лишена от финансиране.“
Хирси Али също е заявила, че иска белгийските власти да забранят партията „Фламандски интерес“ (Vlaams Belang), твърдейки, че „тя не се различава от Хофстадгруп. Въпреки че членове на VB не са направили никакви насилствени престъпления все още, те просто ги отлагат и чакат, докато получат абсолютно мнозинство. По много въпроси те имат точно същите мнения като мюсюлманските екстремисти: за позицията на жените, за потискането на хомосексуалните, за аборта. Този начин на мислене ще доведе директно до геноцид.“ Хофстадгруп е нидерландска ислямистка терористична организация. Водачът на партията Фламандски интерес Франк Ванхеке отговаря с отворено писмо до Хирси Али, заявявайки, че тя е „по-близка до „Фламандски интерес“ със своите възгледи, отколкото до Фламандските либерали.“ Той отрича приликата с Хофстадгруп, като казва, че „Фламандски интерес“ „никога и никъде не е подтиквал към насилие.“ „Ние не заплашваме политиците със смърт и опити за убийство. Като Вас и Герт Вилдерс, ние само искаме здрав разум и различна имиграционна политика“.
„Фламандски интерес“ също реагира на оттеглянето на Хирси Али от нидерландската политика, като казват, че партията „уважава начина, по който тя провежда и организира дебата в Нидерландия по отношение на исляма, потискането на жените и неуспялата интеграция.“

### Свобода на образованието
В Нидерландия около половината от цялото образование е организирана под формата на специални училища (повечето от които са католически или протестантски). Недоволна, че част от тези училища, макар и малка, е мюсюлманска, Аян Хирси Али казва през ноември 2003 г., че нито едно религиозно училище не трябва да получава финансиране от държавата. Това довежда до конфликт с Ханс Вигел, изтъкнат бивш водач на VVD.

### Помощи за развиващите се страни
В миналото Нидерландия винаги е била сред най-изтъкнатите страни, които подкрепят даването на помощи на развиващите се страни. Като говорител на VVD в парламента по този въпрос, Хирси Али казва, че настоящата политика за даване на помощи на развиващите се страни не работи за увеличааване на благоденствието, мира и стабилността в развиващите се страни.
| „ | VVD вярва, че нидерландското международно подпомагане досега не е успяло, ако се измерва спрямо [ефектите на нидерландските помощи върху] намаляването на бедността, намаляването на глада, продължителността на живота и поддържането на мира. | “ |

### Тероризъм
В нидерландския вестник „Волкскрант“ от 8 април 2006 г. тя предлага специална проверка на всеки мюсюлманин, кандидатстващ за каквато и да е работа, за възможни връзки с терористични групи.

### Имиграция
През 2003 г. Хирси Али работи заедно с другаря си от VVD – депутата Герт Вилдерс, в продължение на няколко месеца. Те поставят правителството под обстрел по въпросите на имиграционната политика. В реакция на Доклада за човешкото развитие на арабите на Програмата за развитие на Обединените нации (ПРООН) Хирси Али отправя питане до министъра на външните работи Яп де Хоп Схефер и министъра без портфейл за сътрудничество по развитието Агнес ван Ардене. Заедно с Вилдерс тя изисква от правителството да обърне внимание на последиците от нидерландската политика за намаляване на имиграцията от арабския свят към Европа и по-специално Нидерландия.
Въпреки че винаги публично е подкрепяла политиката на министърката от VVD Рита Вердонк по отношение на ограничаване на имиграцията, в личния си живот тя не я подкрепя, както обяснява в интервю за „Opzij“. В парламента тя подкрепя начина, по който Вердонк се отнася към случая Пасич, въпреки че лично тя мисли, че на Пасич би трябвало да се разреши да остане. В нощта преди дебата, тя звъни на Вердонк, за да ѝ каже, че самата тя е лъжела, когато е избягала в Нидерландия точно като Пасич. Вердонк отговаря, че ако е била министър по онова време, би депортирала Хирси Али. Вердонк се опитва да отнеме нидерландското гражданство на Хирси Али. Настъпилият политически катаклизъм накрая довежда до падането на Втория кабинет Балкененде.
В интервюто за „Opzij“ Хирси Али също казва, че подкрепя „генерална амнистия“ за група от 26 000 бежанци. Тези бежанци, които са прекарали повече от пет години в Нидерландия, без да бъдат предприети мерки по статута им, трябвало да получат нидерландско гражданство. VVD ѝ забранява да се изказва по този въпрос.
От напускането си на нидерландския парламент Хирси Али прави още изказвания в подкрепа на ограничителните имиграционни политики. Тя прави изказванията си по този повод на 1 ноември 2006 г. в телевизионната програма „Aspekte“ по немската телевизионна станция ZDF. Тя казва, че се страхува, че мюсюлманските имигранти, ако един път получат мнозинство, биха въвели законите на Шериата.

## Критика срещу Хирси Али

### Мохамед
Повечето радикални мюсюлмани, нидерландски и задгранични, осъждат изказванията на Али относно ислямския пророк Мохамед като „обидни за исляма“. Гражданският съд в Хага определя тези нейни изказвания като спорни, но я оправдава по всички обвинения.

### Мултикултурализъм
Хирси Али заема важно място в нидерландския дебат за мултикултурализма. Ляво-либералният интелектуалец Дик Пелс описва Хирси Али като представител на либералния фундаментализъм.
| „ | Тази идеология е подобна на ортодоксалния ислям в смисъл, че мисли, че нейната перспектива е превъзхождаща, и всички хора трябва да се накарат да я имат. Начинът, по който тези либерални фундаменталисти се опитват да дебатират за исляма чрез обвинения и обиди, не е конструктивен. Те само влошават отношенията между имигрантите и коренните нидерландци. | “ |

## Награди
- 18 април 2005 г.: включена е от американското списание „Тайм“ в списъка на 100-те най-влиятелни личности в света. Поставена е в категорията „Водачи и революционери.“[2]

- 7 март 2005 г.: Наградата за толерантност на автономната област Мадрид.[49]

- юни 2005 г.: годишната награда на норвежкия политически институт Хюман Райтс Сървис (ХРС) „Европейски водач на годината.“ Според ХРС Хирси Али е „извън всякакво съмнение, водещият европейски политик в областта на интеграцията. [Тя е] майстор в изкуството да посредничи по най-трудните въпроси с непреодолима смелост, мъдрост, разсъдък и яснота.“[50]

- 29 август 2005 г.: годишната Награда за демокрация на шведската Либерална народна партия „за смелата ѝ работа за демокрация, човешки права и права на жените.“ Тя получава наградата на церемония в шведския Риксдаг от водача на партията Ларс Лейонборг.[51]

- Европеец на годината“ за 2006 г. от европейските редактори на списанието „Рийдърс Дайжест.“ [52]

- 4 май 2006 г.: Награда за морална смелост от Американския еврейски комитет.[53]

## Книги
- De Zoontjesfabriek over vrouwen, Islam en integratie („Фабриката за синчета – За жените, исляма и интеграцията“, наричана накратко „De Zoontjesfabriek“, „Фабрика за синчета“) е сбирка от есета и лекции от преди 2002 г., публикувана 2002 г. Тя съдържа и едно разширено интервю, първоначално публикувано във феминисткото списание „Opzij.“ Книгата специално се съсредоточава върху позицията на мюсюлманите в Нидерландия.
- De Maagdenkooi (бълг. „Клетката за девици“) е сбирка от есета и лекции на Хирси Али от периода 2003 – 2004 г., съчетани с лични преживявания от работата ѝ като преводач за Службата за имиграция и натурализация. Книгата се съсредоточава значително върху позицията на жените в исляма.
- Mijn Vrijheid (бълг. „Моята свобода“, анг.заглавие на изданието – „Infidel“) е автобиография, публикувана на нидерландски през септември 2006 г. от издателство „Аугустус“, Амстердам/Антверпен, 447 стр. ISBN 10904570112x/ISBN 1397890457.[54]
- Nomad: From Islam to America: A Personal Journey Through the Clash of Civilizations (бълг. „Номад: от исляма до Америка – пътуването ми през сблъсъка на цивилизациите“). Книгата е автобиографична за живота и работата на Аян Хирси Али след идването ѝ в САЩ. Издадена на 18 май 2010. ISBN 1-4391-5731-6 ISBN 978-1-4391-5731-2

### Интервюта
- Интервю на фестивала на пистаелите в Сидни
- Реч в Калифорния Архив на оригинала от 2007-07-14 в Wayback Machine. 16 март 2007
- Видео интервю със Стефан Колберт Архив на оригинала от 2007-09-26 в Wayback Machine. 15 март 2007
- Интервю за CBS 15 март 2007
- Интервю за списание Guernica Magazine(guernicamag.com) Архив на оригинала от 2007-06-25 в Wayback Machine.
- Интервю за списание „New York Magazine“ 12 февруари, 2007
- Voices on Antisemitism Интервю с Аян Хирси Али от американския мемориал на Холокост
- Интервю за немското списание Der Spiegel 14 май, 2005
- Интервю за немското списание Der Spiegel 6 февруари, 2006
- Интервю в предаването Brian Lehrer Show Архив на оригинала от 2007-06-13 в Wayback Machine. 5 май, 2006 WNYC
- Интервю взето от Глен Бек от Ютуб
- Интервю за телевизия NRK февруари 2006
- Интервю за датската телевизия DR1 16 ноември, 2005
- Интервю за The Guardian 17 май, 2005
- Интервю за NPR 5 май, 2005
- Интервю за NPR 4 май, 2006
- Интервю за новините на CBS 13 май, 2005
- Интервю за BBC – 23 декември 2003
- Интервю за BBC – 24 януари 2006
- Интервю за телевизия Dutch TV Архив на оригинала от 2011-01-30 в Wayback Machine., 29 август, 2004

### Статии
- , Financial Times, 5 август, 2005.
- Profile: Ayaan Hirsi Ali, BBC News, 16 май, 2006.
- Profile: Ayaan Hirsi Ali Архив на оригинала от 2007-07-13 в Wayback Machine., The Blanket, 12 март 2006.
- Interview with The Observer 4 февруари, 2007
- Ayaan Hirsi Ali, „Infidel“ (автобиография) 2007
- Ayaan Hirsi Ali, „Islam and Europe's Identity Deficit“, Brown Journal of World Affairs, [2005] 12:1 51 – 64.
- Ayaan Hirsi Ali, Tweede-Kamerfractie / Persverklaring Ayaan Hirsi Ali, Trouw, 16 май 2006.
- Ayaan Hirsi Ali, Let's Talk About How To Close The Identity Gap, International Herald Tribune, 23 август 2005
- Ayaan Hirsi Ali, Reflections Upon Leaving Europe – How To Reconcile Immigration And Pluralism Архив на оригинала от 2007-09-27 в Wayback Machine., Global Viewpoint/New Perspectives Quarterly, 10 октомври, 2006.
- Ayaan Hirsi Ali, Confronting Holocaust Denial Архив на оригинала от 2007-06-17 в Wayback Machine., International Herald Tribune, 15 декември, 2006.

### Критики
- Fareena Alam, Enemy of the Faith Архив на оригинала от 2008-10-07 в Wayback Machine., New Statesman, 19 юли, 2006
- Khaled Diab, Out but not down Архив на оригинала от 2007-08-12 в Wayback Machine., Al-Ahram Weekly, 25 май, 2006
- Dr. Hesham A. Hassaballa, "Ayaan Hirsi Ali: A One-Note Islam Critic", The American Muslim, 2 март, 2007
- The Missionary Position Архив на оригинала от 2007-07-02 в Wayback Machine., The Nation, 1 юни 2006
- Salafi Manhaj, The Travesty of 'Ayaan Hirsi 'Ali', on page 17 of this article Архив на оригинала от 2007-02-07 в Wayback Machine., 20 август, 2006
- Rebecca Seal, A good case, a bad argument, The Observer, 25 юни 2006
- Haroon Siddiqui, Why the jig is up for Hirsi Ali in Holland, The Toronto Star, 21 май, 2006
- Khaled Shawkat, Dutch MP Creates Seismic Waves by Insulting Prophet Muhammad Архив на оригинала от 2007-05-27 в Wayback Machine., Islam Online, 27 януари 2006 г.

|  | Тази страница частично или изцяло представлява превод на страницата Ayaan Hirsi Ali в Уикипедия на английски. Оригиналният текст, както и този превод, са защитени от Лиценза „Криейтив Комънс – Признание – Споделяне на споделеното“, а за съдържание, създадено преди юни 2009 година – от Лиценза за свободна документация на ГНУ. Прегледайте историята на редакциите на оригиналната страница, както и на преводната страница, за да видите списъка на съавторите. ВАЖНО: Този шаблон се отнася единствено до авторските права върху съдържанието на статията. Добавянето му не отменя изискването да се посочват конкретни източници на твърденията, които да бъдат благонадеждни. |